# ロダンテノンB
ロダンテノンB（Rhodanthenone B）はマクルリン配糖体の一種。2011年、中国南西部に分布し、民間療法に用いられるリンドウ科の植物 Gentiana rhodantha から初めて単離および同定された。その後、マンゴスチン果皮にも含まれることが報告された。アンチエイジング成分として着目されている。

## 生理作用
ロダンテノンBはマンゴスチン果皮から抽出した水溶性ポリフェノール中に含まれる。この抽出物および精製したロダンテノンBにはメイラード反応を抑制し、その生成物であるAGEsの一つペントシジンの生成を抑制する作用がある。また、皮膚粘弾性測定器を用いて皮膚の弾力性を改善する効果も確認されている。